# Sara Viler
Sara Viler, slovenska podjetnica in političarka, * 27. april 1978, Koper.
Kot članica SNS je bila poslanka 5. državnega zbora Republike Slovenije.

## Življenjepis
Državni zbor Republike Slovenije (2011)
Vilerjeva je postala poslanka v državnem zboru 30. marca 2011, ko je je državni zbor potrdil kot nadomestno poslanko za Srečka Prijatelja, kateremu je bil poslanski mandat odvzet zaradi pravnomočne zaporne obsodbe.
V tem mandatu je bila članica naslednjih delovnih teles:
- Odbor za okolje in prostor (članica),
- Odbor za notranjo politiko, javno upravo in pravosodje (članica),
- Odbor za promet (podpredsednica),
- Odbor za delo, družino, socialne zadeve in invalide (članica) in
- [[Preiskovalna komisija za ugotovitev politične odgovornosti pri pripravi in izvedbi gradbenih investicij na področju izgradnje avtocest in objektov (...)|Preiskovalna komisija za ugotovitev politične odgovornosti pri pripravi in izvedbi gradbenih investicij na področju izgradnje avtocest in objektov gospodarske javne infrastrukture, financiranih s sredstvi državnega proračuna (namestnica člana).

Na državnozborskih volitvah leta 2011 je kandidirala na listi SNS.